# Tharandt
Tharandt är en stad i Landkreis Sächsische Schweiz-Osterzgebirge i förbundslandet Sachsen i Tyskland. Staden har cirka 5 500 invånare. Staden ingår i förvaltningsområdet Tharandt tillsammans med kommunen Dorfhain.
Staden kallas ibland även Forststadt. Dit flyttade Heinrich Cotta 1811 sin vid Zillbach i Sachsen-Eisenach 1795 upprättade privata läroanstalt i skogshushållning, som 1816 upphöjdes till kunglig forstakademi. Med denna var 1839–1870 förenad även en lantbruksakademi. Till den berömda forstakademien hör även en botanisk trädgård, Forstbotanischer Garten Tharandt. På en höjd mitt i staden ligger ruiner av det gamla slottet Tharandt, som ursprungligen var riddarborg, senare statsfängelse.
En svensk besökare år 1835, troligen Carl Wilhelm Böttiger, ansåg om Tharand att man måste vara en fårskalle för att inte bli hänförd av naturskönheten:
| ”           | Till det förtjusande Tharand gjorde jag utfarter. Det är skönt, som en dröm, och först i Saltzkammergut har jag mött en natur, som dermed kan jemföras. Den, som med prosaiskt lugn kan se något sådant, är värd att hela sitt lif se Svenska trädesgärden, och på dem begagna det ypperliga fårbetet. | „ |
| – Btr, 1835 | |   |